# 彭营镇
彭营乡，是中华人民共和国河南省南阳市镇平县下辖的一个乡镇级行政单位。

## 行政区划
彭营乡下辖以下地区：
彭营村、粱洼村、冯营村、太子寺村、西王庄村、李锦庄村、司营村、李庄村、宋营村、彭庄村、南王庄村、韩堂村、北王庄村、田岗村、范庄村、罗李沟村、李和庄村、田营村和柳园村。